# Massacre de Nalibaki

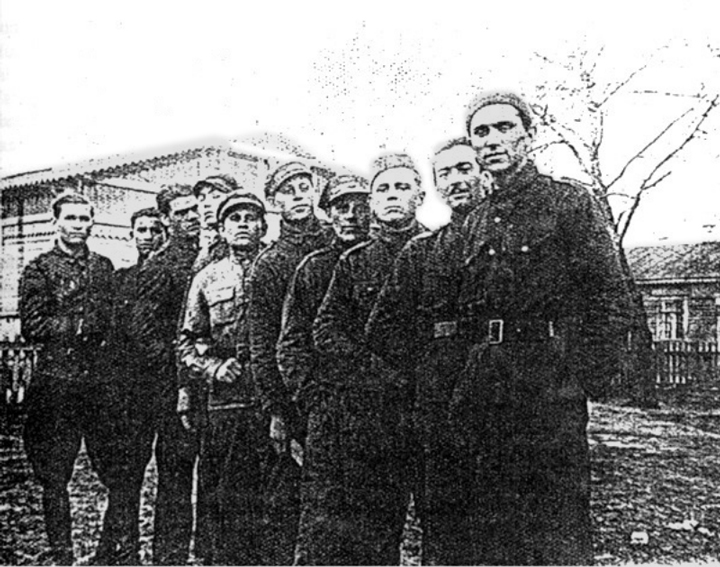
Unité d'autodéfense de Nalibaki.

Le massacre de Nalibaki (polonais : zbrodnia w Nalibokach) est une tuerie de masse perpétrée par les partisans soviétiques contre 129 civils polonais le 8 mai 1943, pendant la Seconde Guerre mondiale, dans le village de Nalibaki (en), en Pologne occupée (maintenant en Biélorussie). 